# Liniewko Kaszubskie
Liniewko Kaszubskie – wieś w Polsce, w województwie pomorskim, w powiecie kościerskim, w gminie Nowa Karczma.
Do 31 grudnia 2023 miejscowość była częścią wsi Liniewko Kościerskie.